# Dekanat borecki
Dekanat borecki – jeden z 43 dekanatów archidiecezji poznańskiej. 

## Parafie
- parafia pw. Pocieszenia Najświętszej Maryi Panny (Borek Wielkopolski),
- parafia pw. św. Jakuba Większego Apostoła (Cerekwica Stara, Poręba, Bruczków)
- parafia pw. św. Michała Archanioła (Chwałkowo Kościelne)
- parafia pw. Wniebowzięcia Najświętszej Maryi Panny (Góra)
- parafia pw. św. Marii Magdaleny (Jaraczewo)
- parafia pw. Wszystkich Świętych (Jeżewo)
- parafia pw. św. Marcina Bpa (Mchy)
- parafia pw. Trójcy Świętej (Nosków)
- parafia pw. Najświętszego Imienia Jezus (Panienka)
- parafia pw. Podwyższenia Krzyża Świętego (Potarzyca)
- parafia pw. św. Wojciecha (Rusko)
- parafia pw. Świętej Trójcy (Zimnowoda)

## Historia
Utworzony za czasów bp. Wojciecha Tolibowskiego w drugiej połowie XVII wieku przynależał do archidiakonatu śremskiego. Został wydzielony z dekanatu nowomiejskiego i początkowo obejmował jedynie parafię w Borku wraz z kościołem na Zdzieżu. W roku 1787 dołączono z dekanatu koźmińskiego parafie w Cerekwicy, Jaraczewie i Jeżewie. 

## Galeria

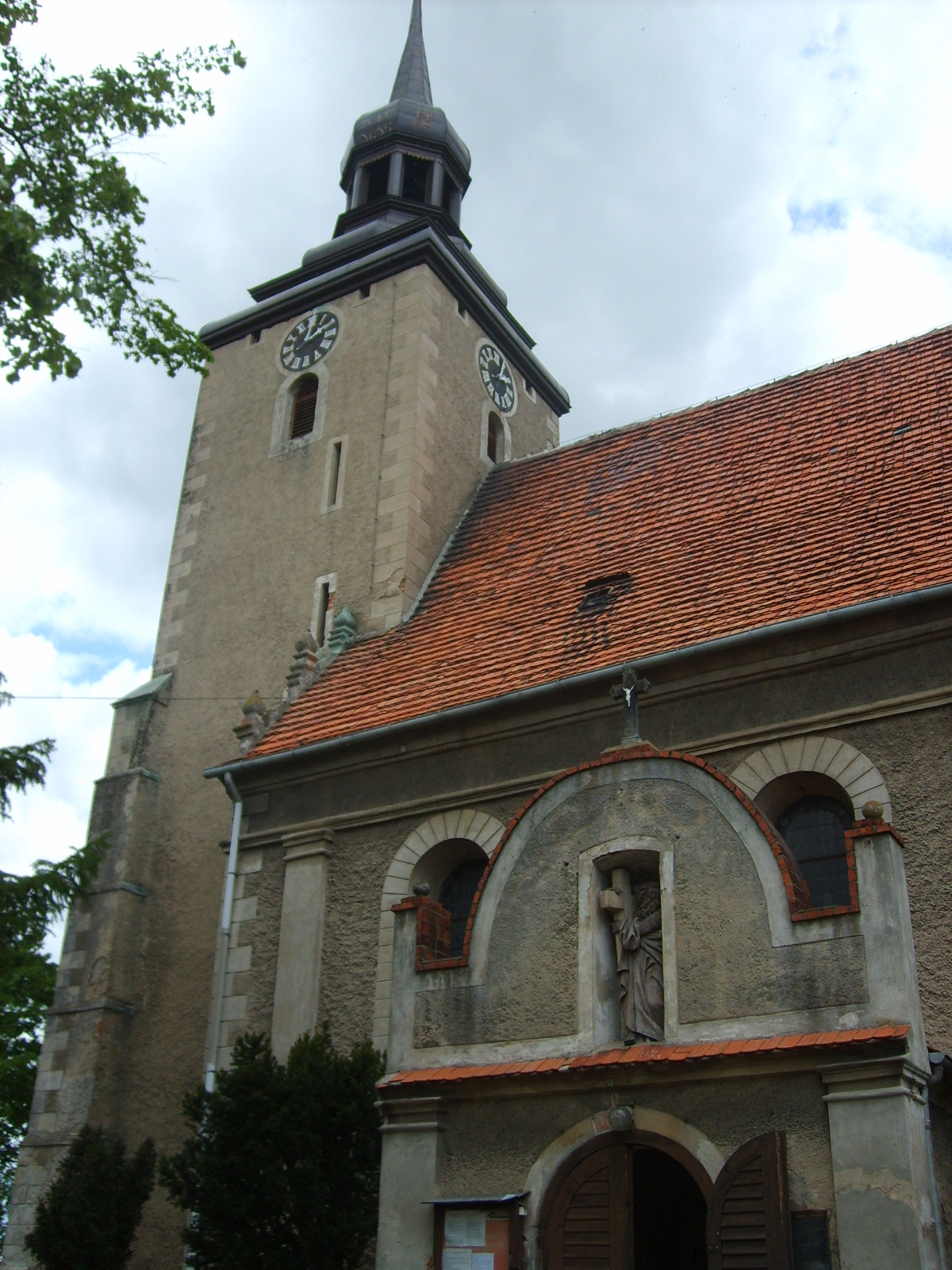
Kościół w Mchach
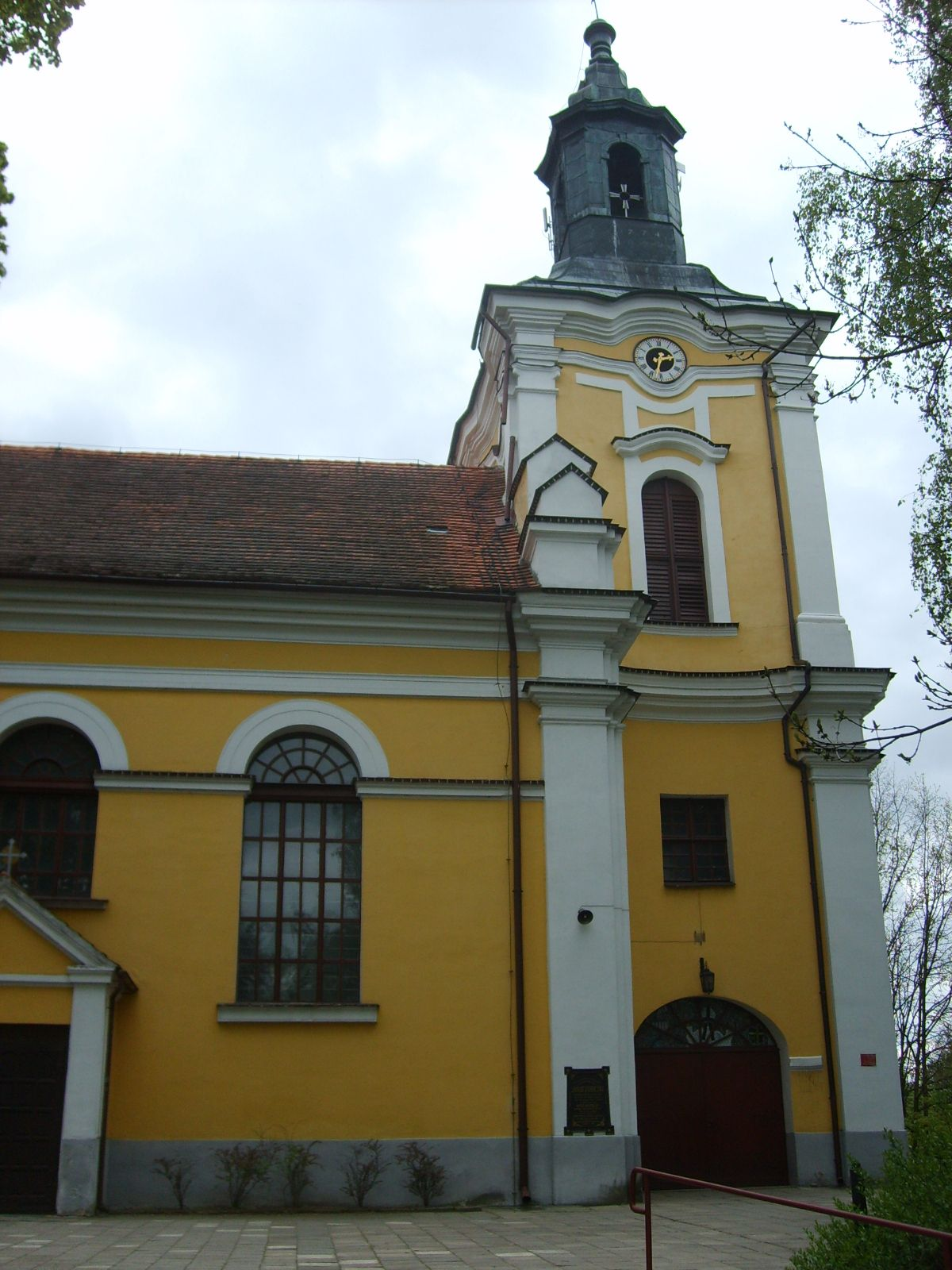
Kościół w Jaraczewie
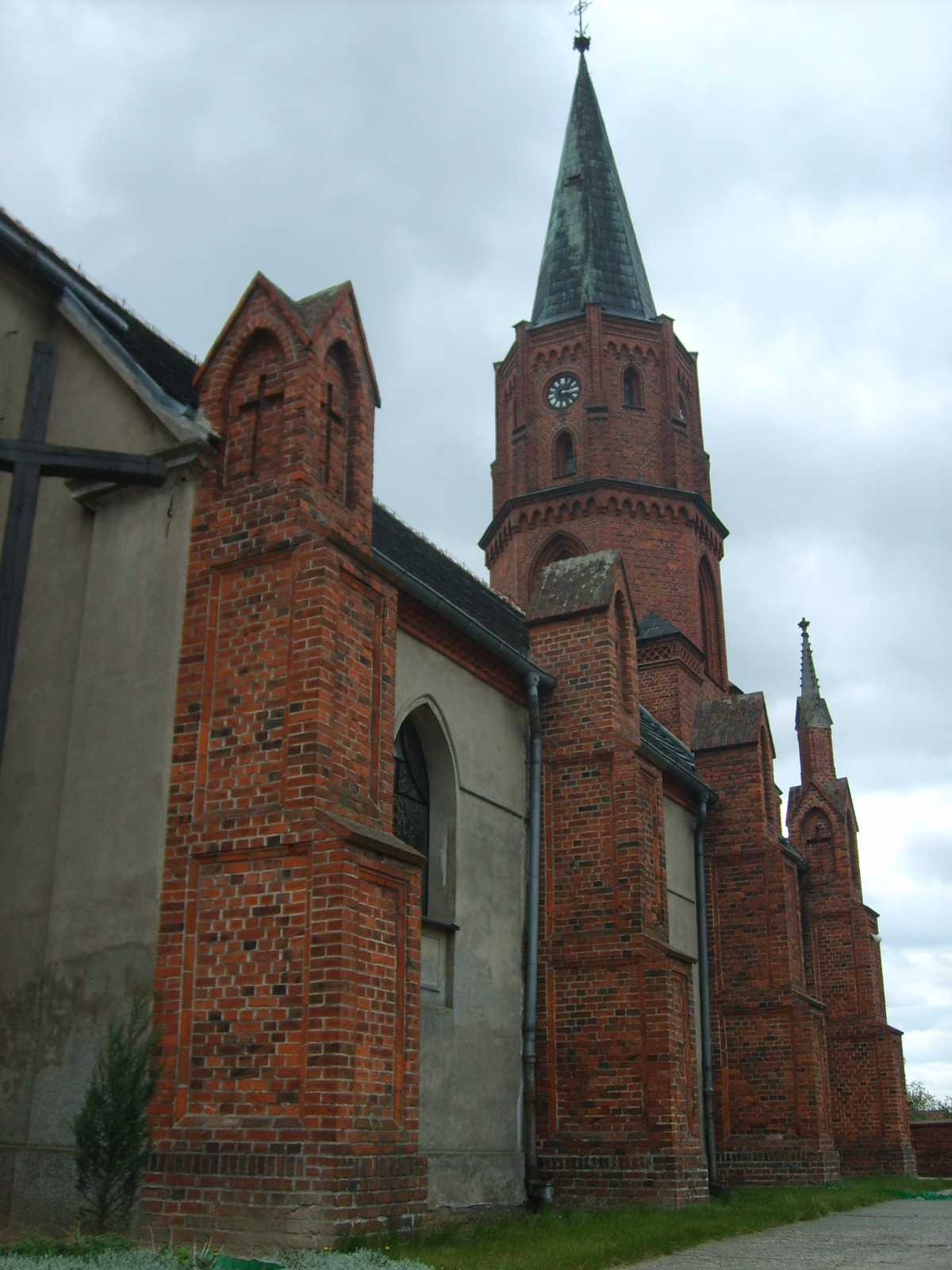
Chwałkowo Kościelne
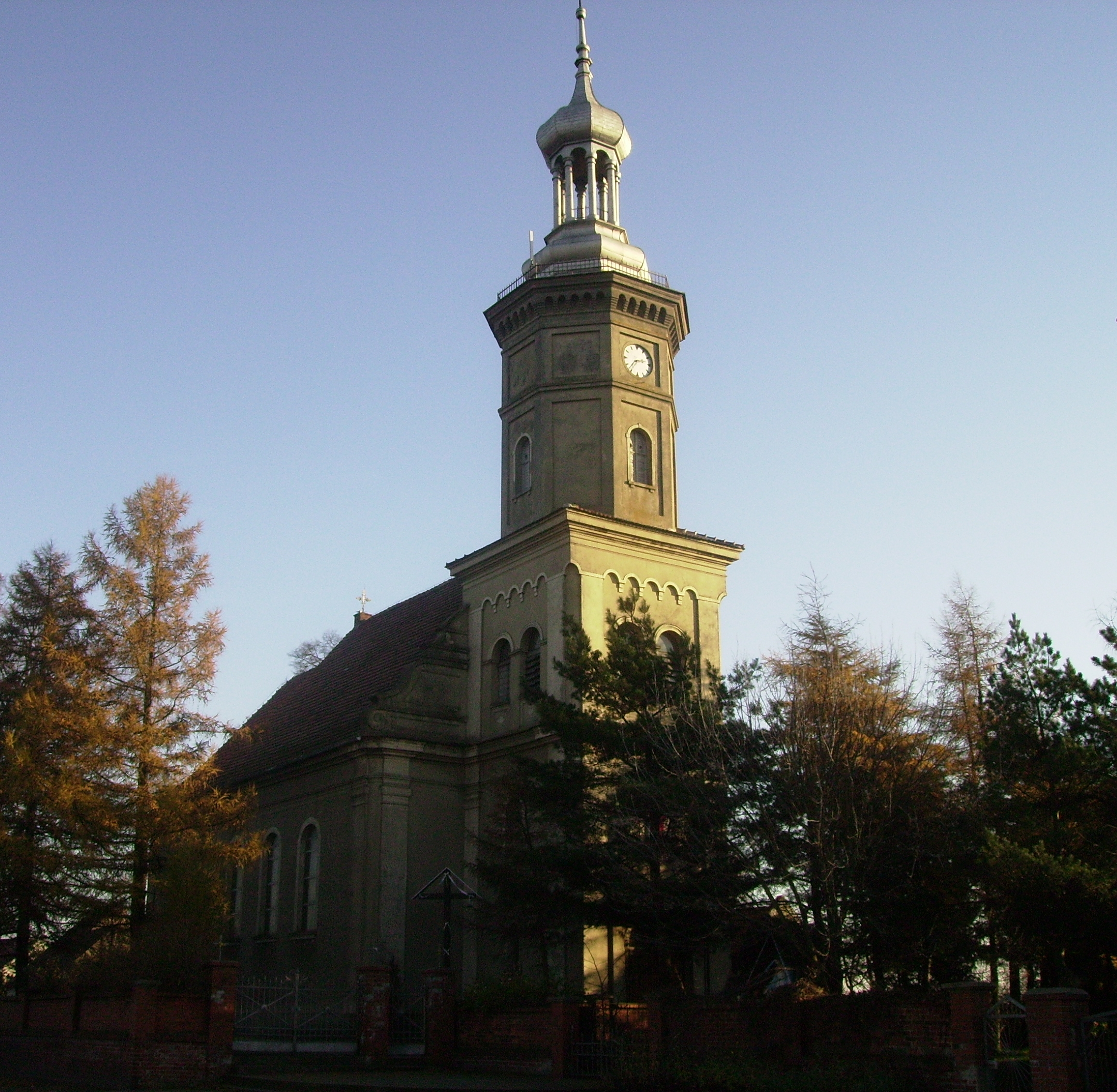
Kościół w Potarzycy
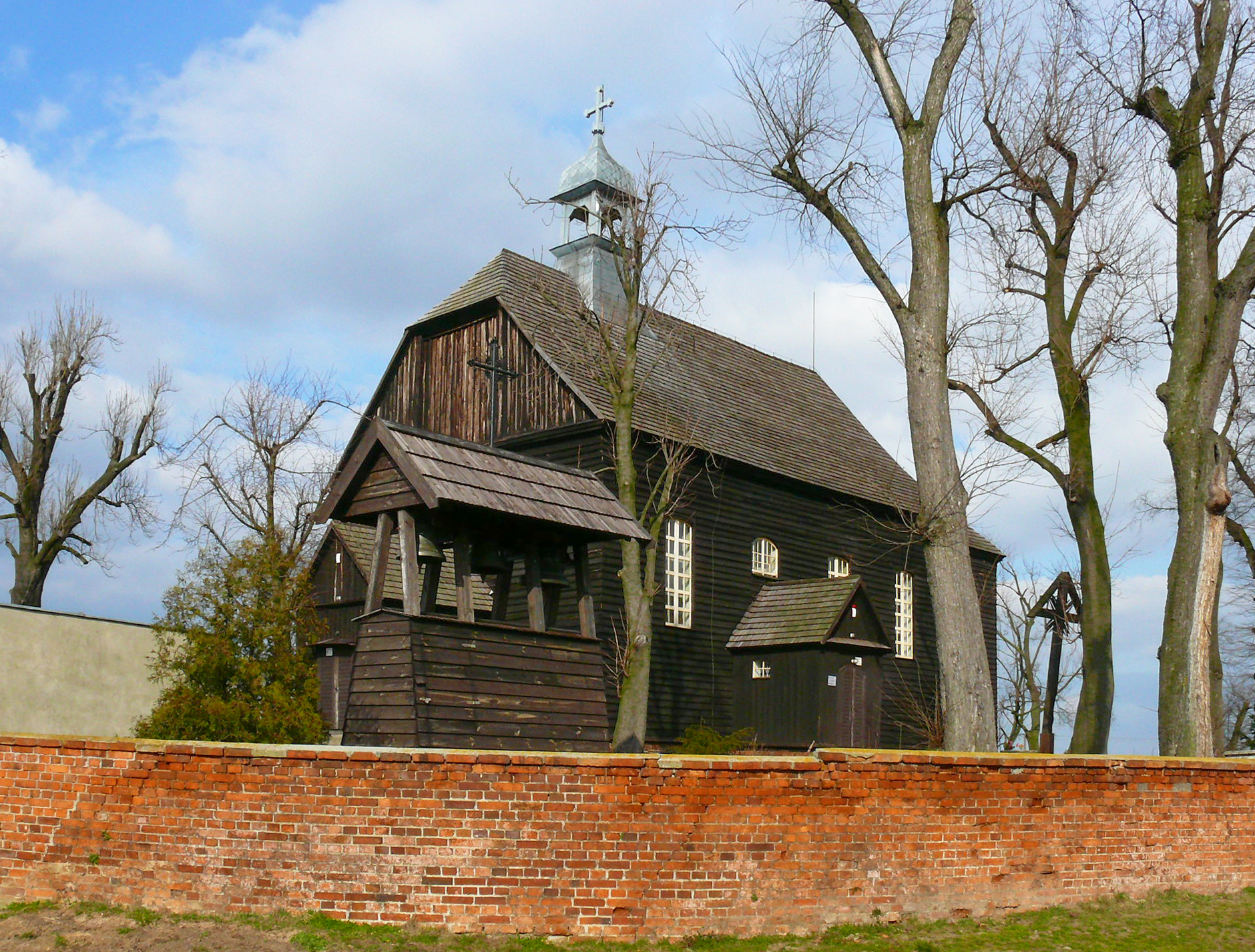
Kościół w Panience
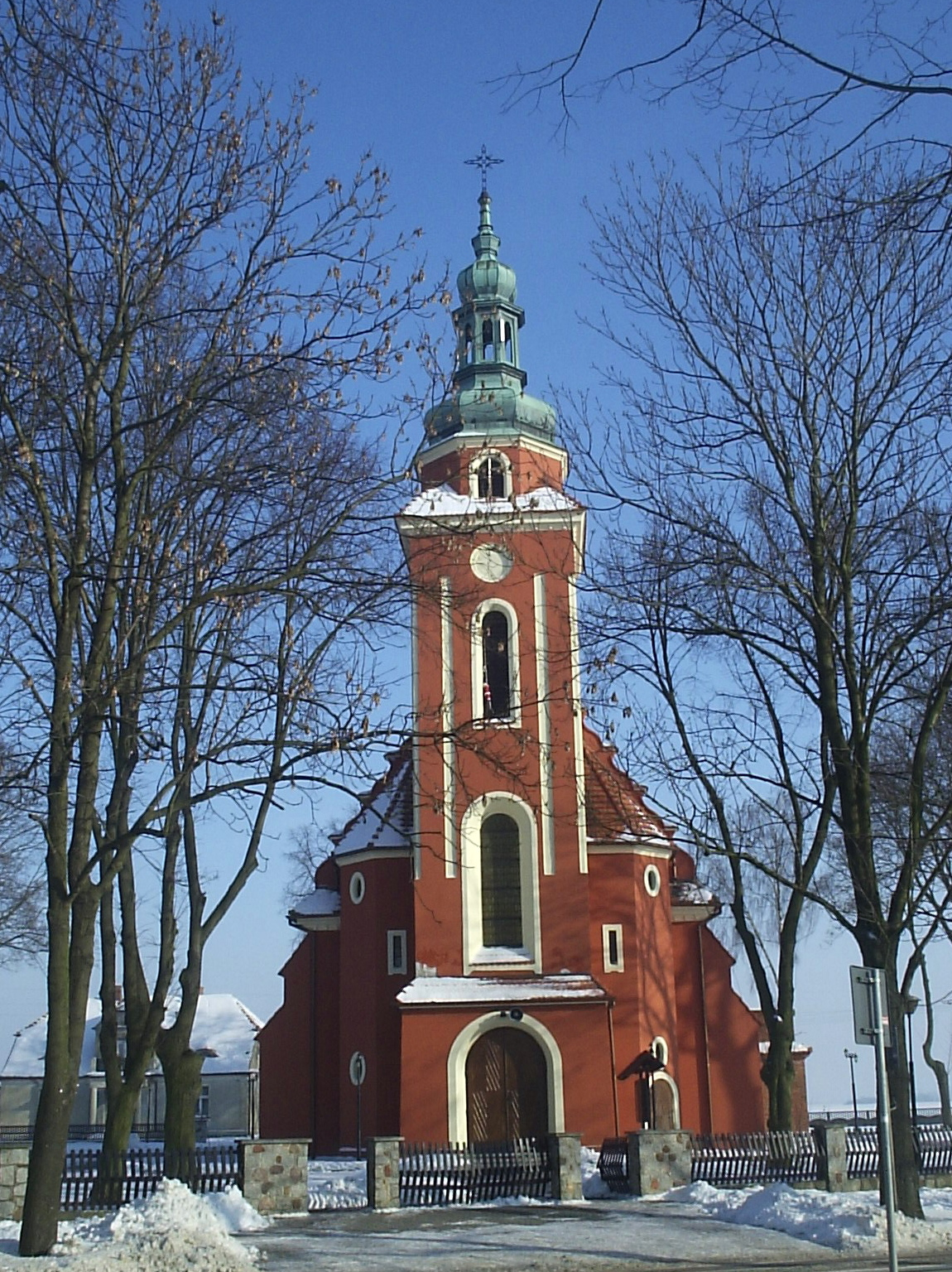
Kościół w Zimnowodzie